# Iglesia de san Martín (Borschemich)

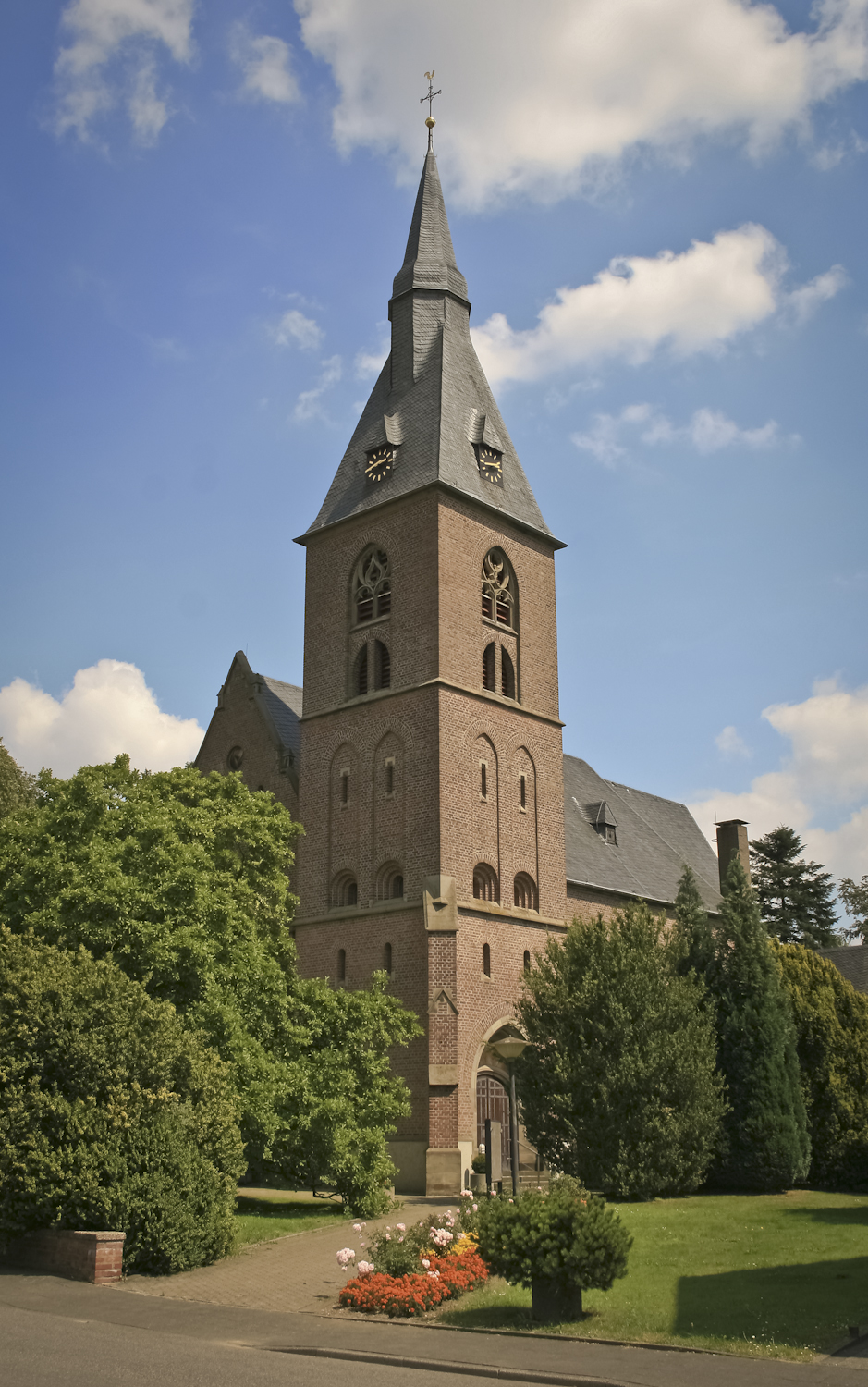
Iglesia Parroquial de San Martín (2007)

La antigua iglesia filial de San Martín fue una iglesia del distrito de Borschemich de Erkelenz en la zona minera de la mina a cielo abierto de Garzweiler y dio paso a ella por completo; por lo tanto, Borschemich (nuevo) surgió en el norte de Erkelenz al oeste de Mennekrath como un nuevo distrito de Erkelenz. Fue inaugurada el 23 de abril. En noviembre de 2014, tras un último servicio, fue profanado. El 15 en febrero de 2016 comenzó su demolición. Anteriormente perteneció a la parroquia de San Lambertus Erkelenz.
Como reemplazo o La capilla Martinus con el centro comunitario asociado se construyó como un edificio de seguimiento en el sitio de reasentamiento en Borschemich (neu). La ceremonia de colocación de la primera piedra fue en diciembre de 2013 y la colocación de la primera piedra tuvo lugar el día 22 de junio de 2014. La consagración de la nueva iglesia tuvo lugar el 3 de mayo de 2015 por el obispo auxiliar de Aquisgrán, Johannes Bündgens. Numerosos muebles de la antigua iglesia parroquial fueron trasladados a la nueva capilla.

## Historia

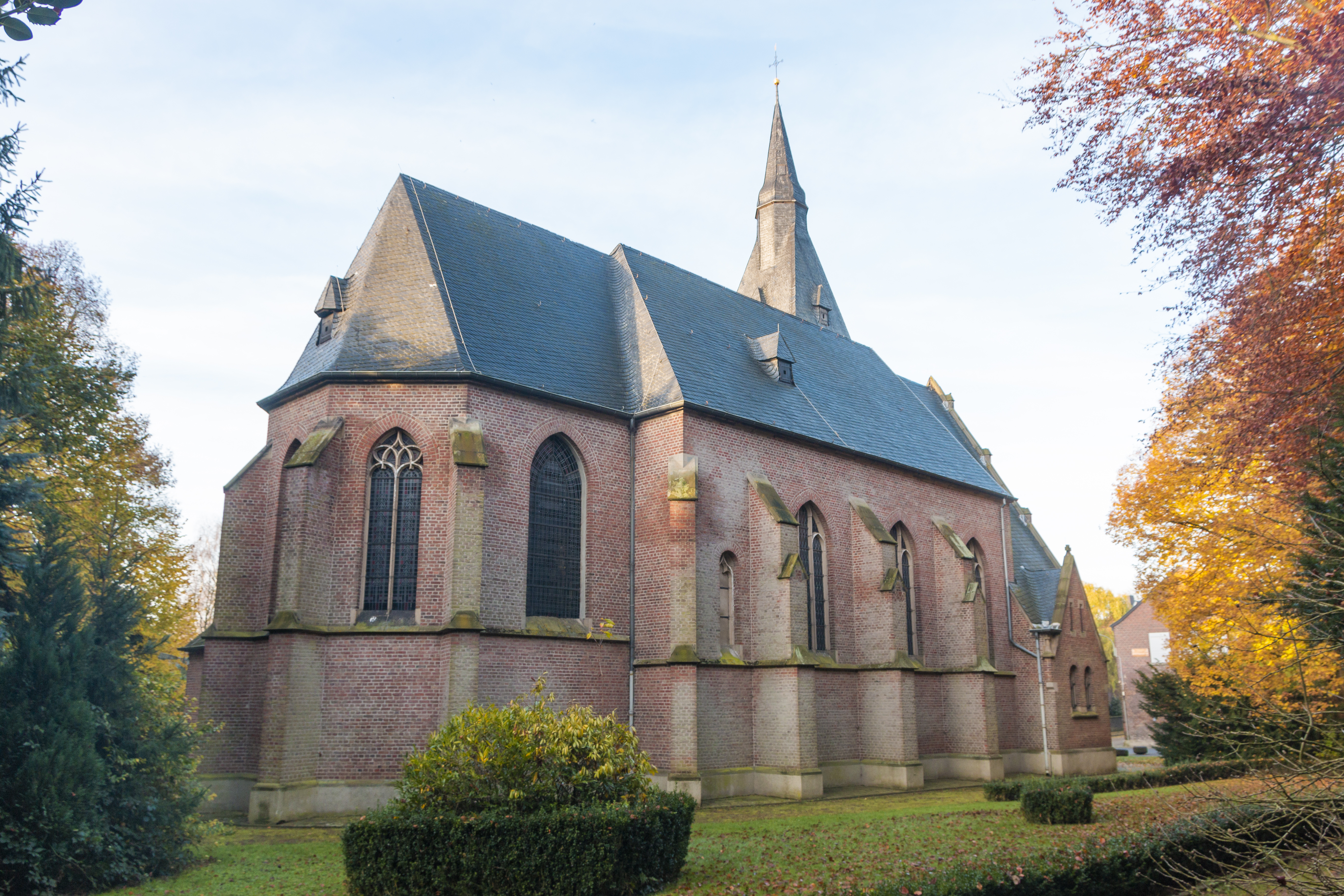
Vista trasera de la iglesia desde el Calvario en los terrenos de la iglesia (2014)

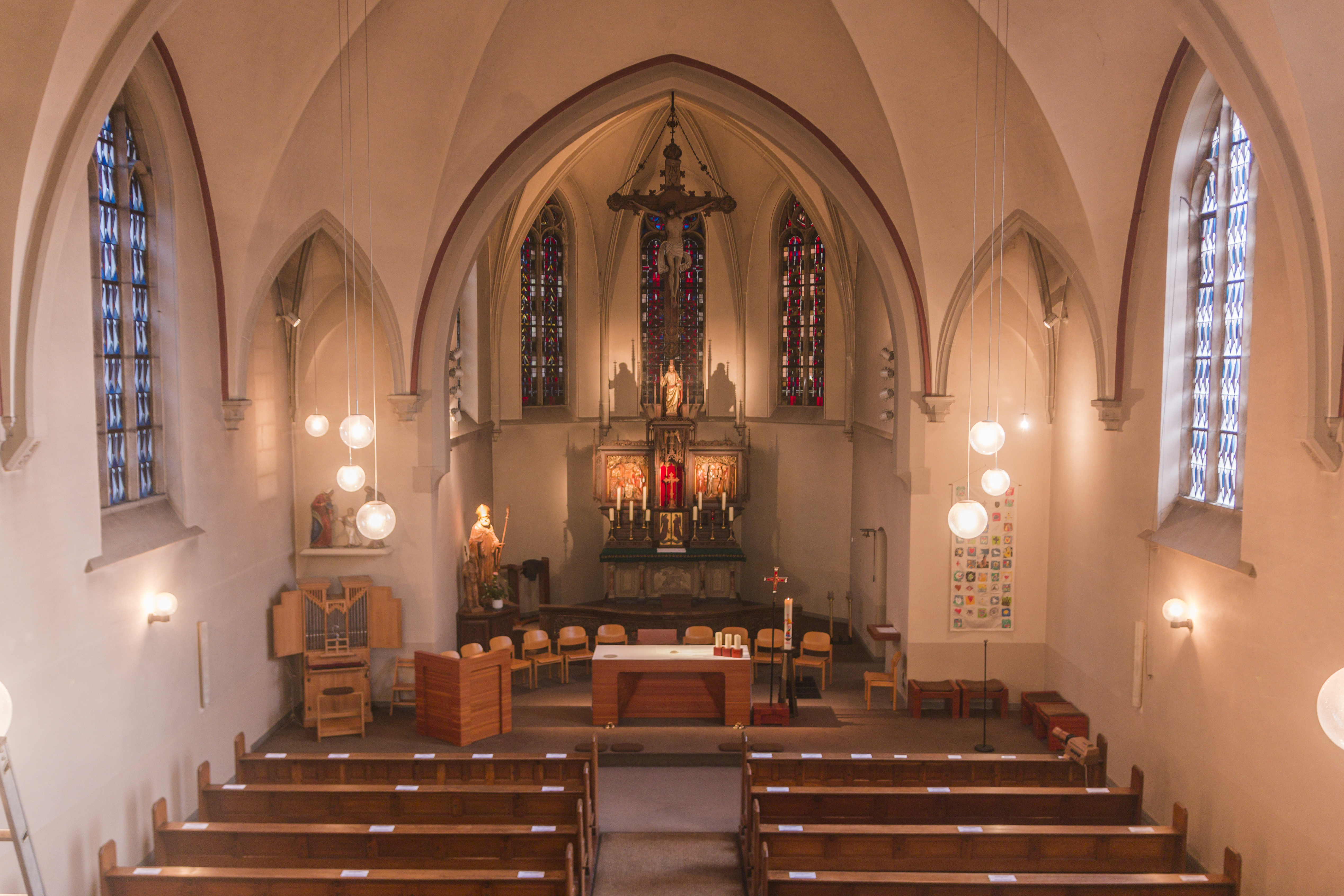
Interior de la iglesia el día antes del desmoronamiento en 2016

Fue construida en 1906 y 1907 según los planos del maestro de obras diocesano de Colonia Heinrich Renard bajo la dirección del contratista de obras Max Sauer de Colonia. La ceremonia de dedicación tuvo lugar el día 27de octubre de 1907 por Dean Hermann Josef Kamp de Erkelenz en nombre del cardenal Anton Fischer de Colonia. el 9 de octubre de 1915 vio la consagración de la iglesia en honor del Santo Obispo Martinus por el Obispo Auxiliar de Colonia Peter Josef Lausberg.
Remplazó a la antigua pequeña iglesia del siglo XII, que fue renovado en 1451 y rebendecida en 1784 después de su reconstrucción y ampliación, pero en el siglo XIX ya no era suficiente. La antigua iglesia se encontraba detrás de la escalera en lo que ahora es el cementerio y fue demolida a principios de la década de 1920 después de la finalización de la nueva iglesia erigida en otro lugar.
“Se describió como una iglesia de ladrillo de una nave con tres tramos en la nave, un tramo de coro más estrecho detrás del arco triunfal cerrado y coro cerrado en tres lados; la nave tiene bóveda de crucería apuntada; la torre de tres pisos, 35 m de altura, se encuentra en la esquina sur del vestíbulo occidental, con capacidad para 150 sentados y 100 de pie. "
En el último año de la guerra, 1945, sufrió algunos daños; que en 1950 fueron reparados; En 1982 se llevó a cabo una renovación integral exterior e interior.

### Cierre

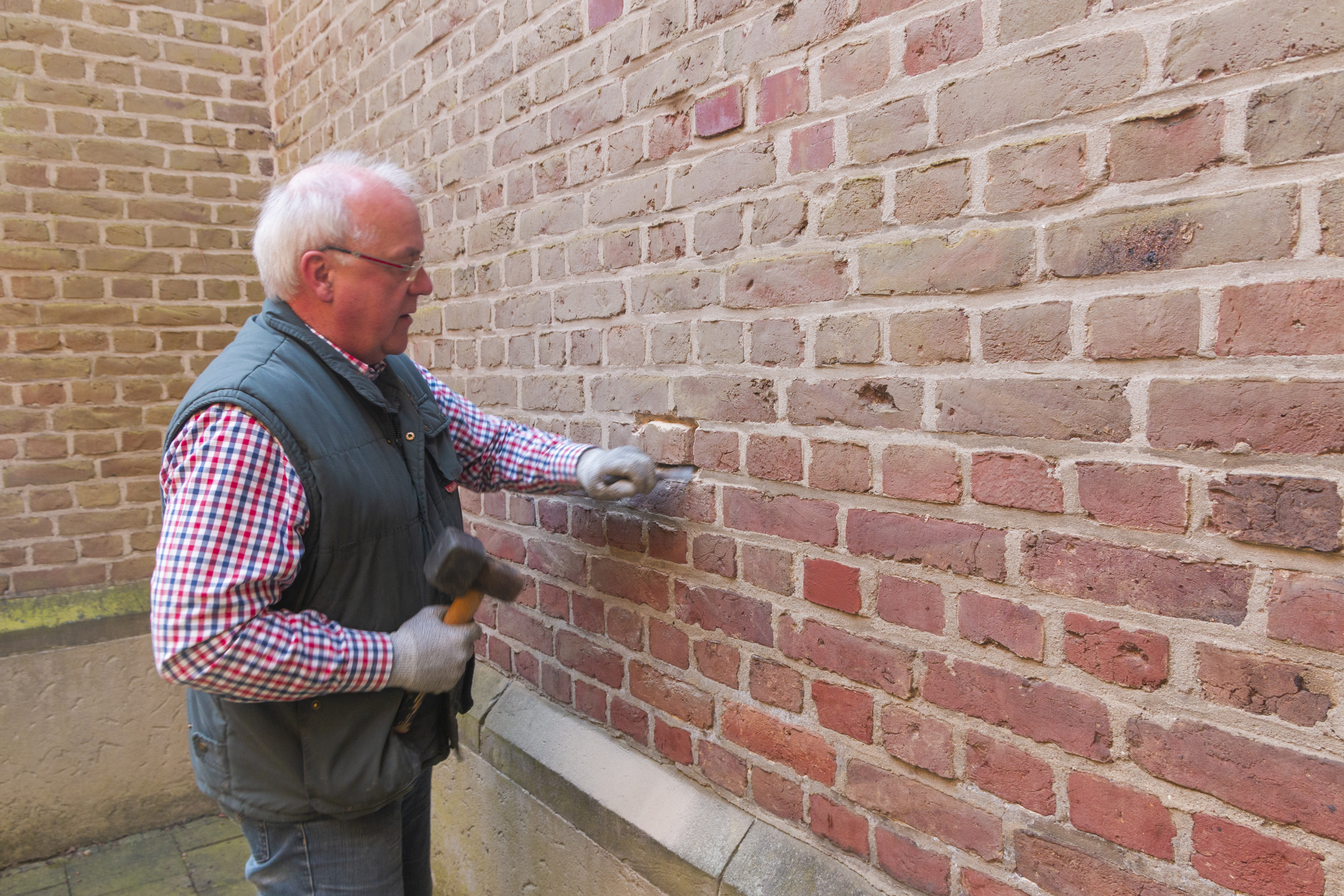
En la mañana de la desconsagración, Hans-Willi Schulte (hermano maestro de la St. Martinus Schützenbruderschaft Borschemich) rompe las primeras piedras de la iglesia y así comienza simbólicamente la demolición. Las piedras fueron distribuidas a los vecinos después del último servicio.

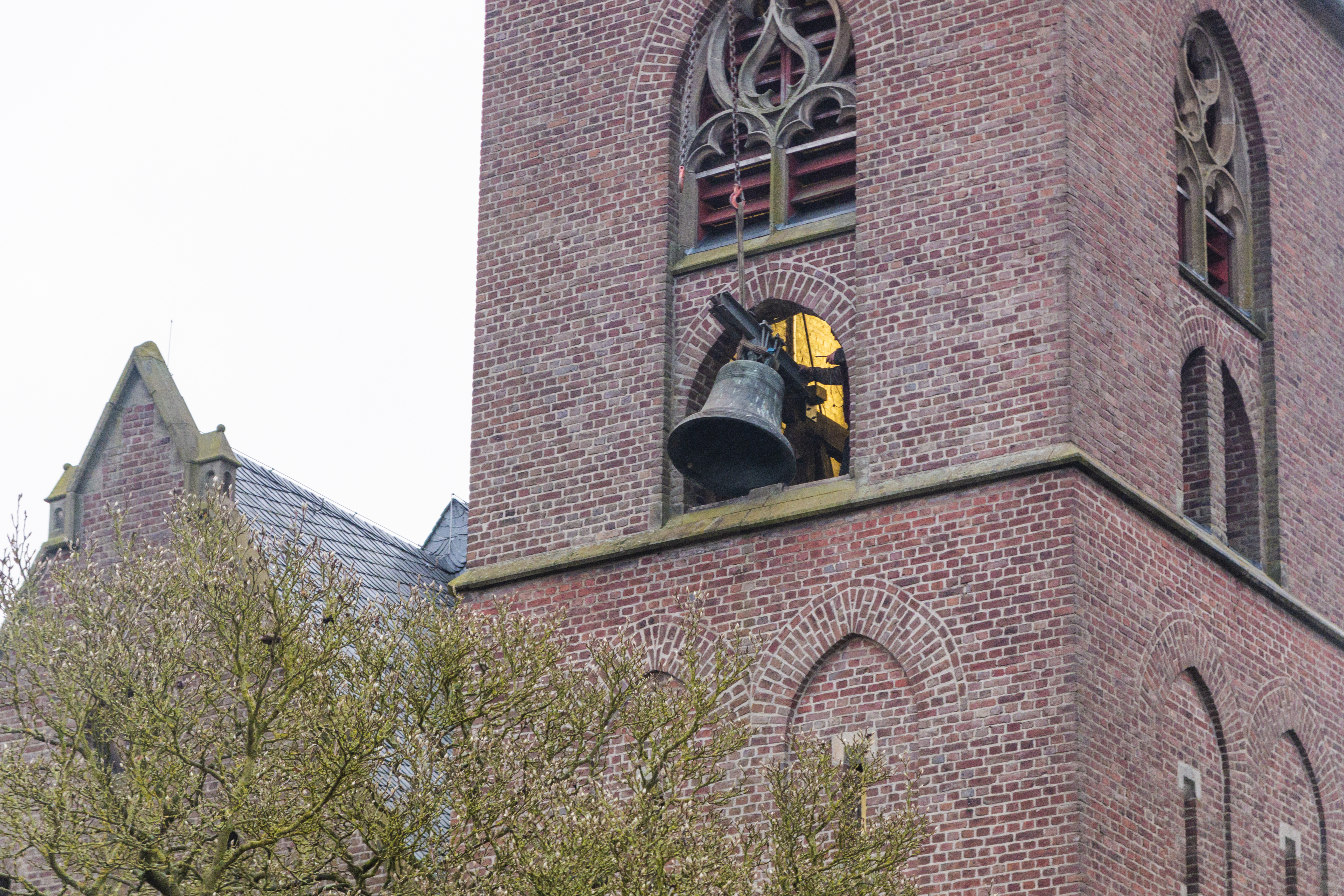
Tomando las campanas (2016)

Fue cerrada y desconsagrada el 23 de noviembre de 2014. Después de que el canónigo de la catedral, el pastor Rolf Peter Cremer, leyera el documento de desconstrucción del obispo de Aquisgrán, la luz eterna se apagó en la iglesia después de la última celebración eucarística. En una procesión solemne, el sagrarrio fue llevado a Heilig-Kreuz-Kirche en la ciudad vecina de Keyenberg. El edificio fue demolido más tarde porque toda la ciudad de Borschemich tuvo que dar paso a la mina a cielo abierto de Garzweiler que se aproximaba. Se construyó una capilla Martinus como reemplazo en el nuevo sitio de reasentamiento en Borschemich neu.
El día 10 de diciembre las campanas, los relojes y la cruz de la torre se retiraron  para poder instalarlos en la capilla de Neu-Borchemich el 15. La demolición de la iglesia comenzó en febrero de 2016.

## Campana
Algunas de las campanas son de la antigua iglesia. Durante la guerra, se fundieron muchas campanas con fines armamentísticos. Debido a la gran antigüedad de las campanas, este fue en parte abandonado, por lo que las antiguas campanas todavía están allí y todavía se usan en la actualidad.
| No. <br /> | Apellido <br />     | diámetro <br /> (mm) | Dimensiones <br /> (kg, aprox.) | tono de golpe <br /> (HT - 1 / 16) | castor <br />                                      | año de lanzamiento <br /> |
| 1          | John                | 1.106                | 800                             | f'- 1                              | Rudolf Edelbrock, Petit & Gebr. Edelbrock, Gescher | 1880                      |
| 2          | Martinus            | 953                  | 550                             | a′ -5                              | Jacobo de Venraide                                 | 1464                      |
| 3          | Pío X               | 852                  | 380                             | b′- 2                              | Hans Hüesker, Petit & Gebr. Edelbrock, Gescher     | 1958                      |
| 4          | sentencia de muerte | 492                  | 75                              | c″ -11                             | ¿Johann von Coellen?                               | 1583                      |

Motivo: Te Deum
Las campanas, el reloj de la torre y la cubertería de la torre (cruz y veleta) se instalaron el 10 de agosto. Fue ampliado en diciembre de 2014. Ahora se utilizan en el sitio de reasentamiento en Borschemich (nuevo) en la capilla Martinus.

## Órgano
Fue construido por el organero Johannes Klais de Bonn en 1911 tiene 16 registros, distribuidos en dos manuales y pedal, de acción neumática, y fue reparado en 1971 y revisado en 1988 por Josef Wilbrand, Übach-Palenberg. Fue retirado en marzo de 2013 debido a la minería a cielo abierto pendiente. Fue restaurado y construido en la iglesia parroquial de St. Lambertus Erkelenz. Desde la inauguración ceremonial del nuevo órgano el 29. Desde septiembre de 2013 se utiliza como órgano del coro.

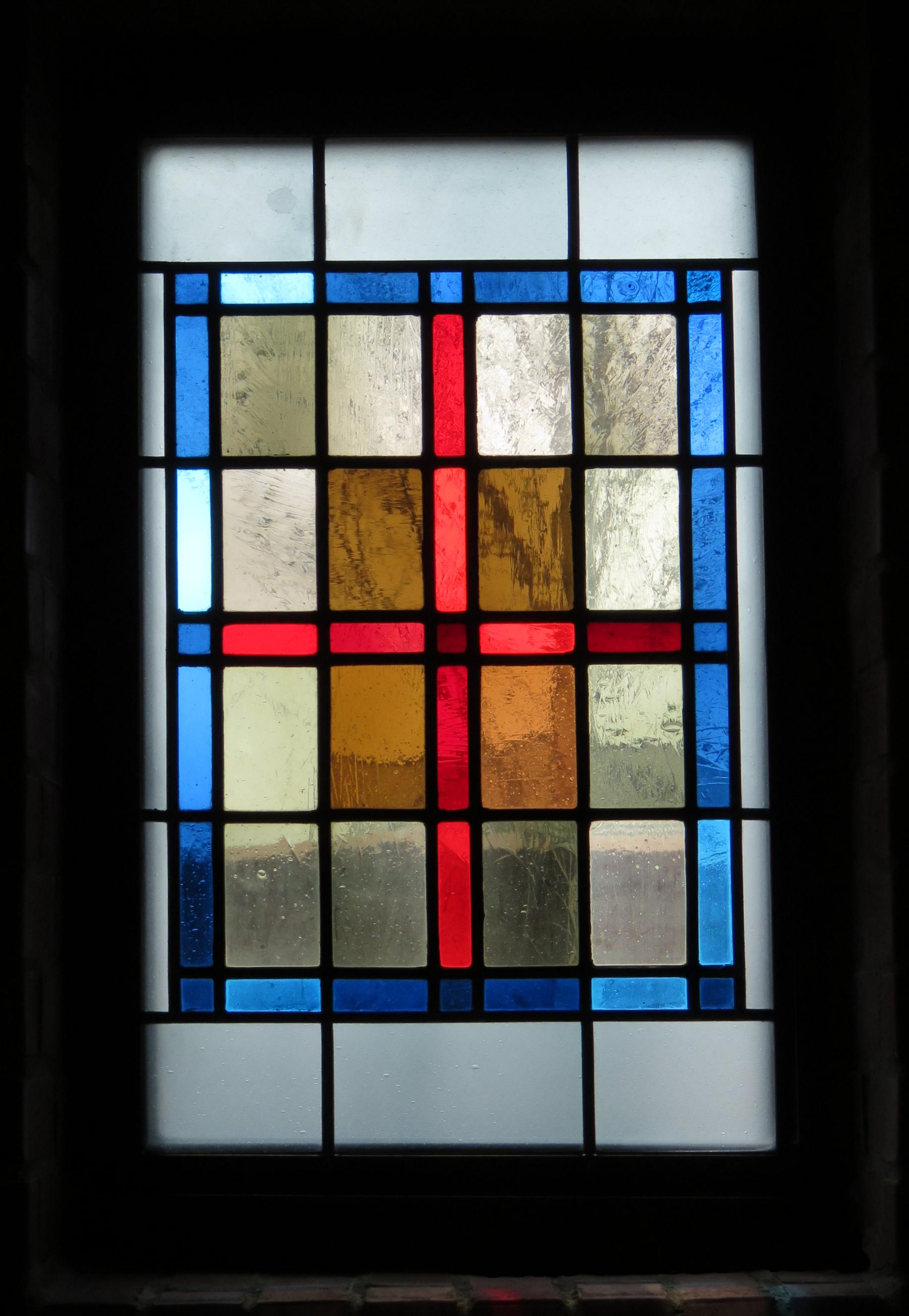
Ventana en la zona de entrada, diseñada por Maria Katzgrau

El acristalamiento original de la iglesia fue destruido por la guerra en 1945. Como parte de las renovaciones de la posguerra, las dieciocho ventanas de la iglesia fueron reemplazadas por nuevas vidrieras. En 1949 se instalaron las cuatro ventanas del coro según diseño de Maria Katzgrau. Un año más tarde, el artista diseñó dos ventanas más en el área de entrada y sobre la puerta de entrada. Las dos ventanas de la capilla, diseñadas por Marianne Hilgers, se completaron en 1951. Las seis ventanas de vidrio ornamental, también diseñadas por Katzgrau, reemplazaron el acristalamiento de vidrio transparente de 1960, que se había utilizado improvisadamente después de la Segunda Guerra Mundial. Durante la demolición de la iglesia, la mayoría de las ventanas fueron destruidas. Las vidrieras individuales se trasladaron a la nueva iglesia en Borschemich (neu).

## Mobiliario
- altar mayor tallado con seis retablos
- valioso banco de comunión tallado artísticamente de la antigua iglesia parroquial
- altar de mesa artesanal (pino oregon) de 1977
- Escritorio de anunciación (ambo)
- Asiento de sacerdote y bancas de altar (pino Oregón) de 1983
- estatua de madera de tamaño natural del patrón de la parroquia San Martinus de la antigua iglesia parroquial sobre una base del parapeto del antiguo púlpito
- Pintura de Martinus de la antigua iglesia, adosada a la pared trasera derecha
- Pesebre de Navidad con figuras de belén talladas en madera de 1962